# Aleksandr Lebiediew (łyżwiarz)
Aleksandr Wiktorowicz Lebiediew, ros. Александр Викторович Лебедев (ur. 29 maja 1987 w Moskwie) – rosyjski łyżwiarz szybki.

## Kariera sportowa
W wieku 22 lat Lebiediew uczestniczył w Zimowych Igrzyskach Olimpijskich 2010 w Vancouver. Brał wówczas udział w trzech konkurencjach łyżwiarstwa szybkiego: biegu na 500 m (32. miejsce), biegu na 1000 m (38. miejsce) i biegu na 1500 m (36. miejsce).

## Rekordy życiowe
| Dystans | Czas    | Data             | Miejsce        |
| ------- | ------- | ---------------- | -------------- |
| 500 m   | 35,21   | 4 grudnia 2009   | Calgary        |
| 1000 m  | 1.08,43 | 13 grudnia 2009  | Salt Lake City |
| 1500 m  | 1.46,03 | 9 listopada 2007 | Salt Lake City |
| 3000 m  | 3.58,50 | 29 września 2012 | Calgary        |
| 5000 m  | 7.08,40 | 9 lutego 2006    | Czelabińsk     |
| Źródło: |         |                  |                |